# De wisselaars
De wisselaars is het zeventiende Nederlandstalige studioalbum van Herman van Veen, verschenen op LP in 1985. Deze plaat werd opgenomen in de Wisseloordstudio's te Hilversum. Van het album werd het lied Geen baan op single uitgebracht, maar haalde de Nederlandse en Belgische hitparades niet.

## Hoes
De hoes is een ontwerp van de Belgische striptekenaar François Schuiten. Het bestaat uit een tekening, waaruit men vanuit een kelder door de vloer van een kamer kan kijken. Het ontwerp is ook gebruikt voor de single uitgaven.

## Nummers
| Nr. | Titel                             | Schrijver(s)                                                      | Duur |
| --- | --------------------------------- | ----------------------------------------------------------------- | ---- |
| 1.  | Liefde (Bleib)                    | Hans-Jürgen Buchner, Sjoerd Kuyper                                | 2:25 |
| 2.  | Van Dijk (I hob heid frei)        | Hans-Jürgen Buchner, Herman van Veen, Simon Carmiggelt            | 2:39 |
| 3.  | De wisselaars (Nu zijt wellekome) | Traditioneel, Erik van der Wurff, Herman van Veen, Willem Wilmink | 4:26 |
| 4.  | Geen baan                         | Herman van Veen, Willem Wilmink                                   | 2:56 |
| 5.  | In m'n eentje uit logeren         | Erik van der Wurff, Herman van Veen, Willem Wilmink               | 6:19 |

| 1.                 | Oorlogsveteraan (Paranoid eyes)                                                                                       | Roger Waters, Willem Wilmink                                                    | 3:47 |
| 2.                 | Wat doe je (Wos wuist'n du)                                                                                           | Hans-Jürgen Buchner, Ulrike Böglmüller, Herman van Veen                         | 2:16 |
| 3.                 | Klacht (Klage) | Erik van der Wurff, Herman van Veen, Walther von der Vogelweide, Willem Wilmink | 5:42 |
| 4.                 | Ellendige mensen | Herman van Veen, Hans Lodeizen                                                  | 3:46 |
| 5.                 | Portret van een jong meisje verkracht op een feest in de voorstad (Portait of A young girl raped at A suburban party) | Erik van der Wurff, Herman van Veen, Brian Patten, Willem Wilmink               | 3:49 |
| Totale duur: 38:22 | |                                                                                 |      |

## Muzikanten
De credits op de oorspronkelijke langspeelplaat vermeldden:
- Het Concertgebouw Kamerorkest - strijkers
- Michel Deneuve - [Instrument Cristal Baschet]
- Louis Debij - percussie
- Cees van der Laarse - basgitaar, contrabas
- Bart van Lier - trombone
- Chris Lookers - gitaar
- Jan Oosthof - trompet
- Nard Reijnders - saxofoon, basklarinet, accordeon
- Herman van Veen - viool, zang
- Erik van der Wurff - piano, synthesizer
- 273 Brulkikkers uit het Tanzaniaans oerwoud
- Hans-Jürgen Buchner - piano, saxofoon, tuba, tenorhoorn (Liefde, Van Dijk, Wat doe je)
- Heinz-Josef Braun - basgitaar (Liefde, Wat doe je)